# Região Industrial de Kaesong

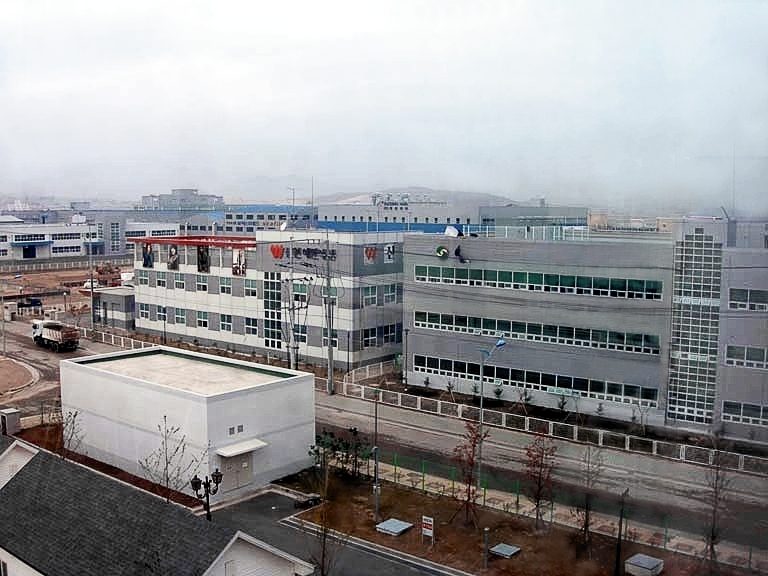
Panorama da Região Industrial de Kaesong

A Região Industrial de Kaesong (coreano: 개성 공업 지구; trans. Kaesŏng Kongŏp Chigu) é uma região administrativa especial da Coreia do Norte. Foi criada a partir da cidade de Kaesŏng, cidade controlada diretamente pelo governo.
O Parque Industrial de Kaesong está sendo desenvolvido na região, com contribuição econômica da Coreia do Sul. Ele fica localizado à 10 quilómetros (6 milhas) ao Norte da Zona Desmilitarizada da Coreia. Sua construção começou em julho de 2003, sendo que a fase-piloto de construção foi concluída em junho de 2004, e a inauguração do parque industrial se deu em dezembro de 2004. Em 2016, a Coreia do Sul decidiu suspender as atividades do Parque Industrial, em resposta ao teste com bomba de hidrogênio realizado pelo governo da Coreia do Norte e ao lançamento de um míssil de longo alcance.